# Tambaksari (Kuwarasan)
Tambaksari is een bestuurslaag in het regentschap Kebumen van de provincie Midden-Java, Indonesië. Tambaksari telt 1449 inwoners (volkstelling 2010).